# Janus van der Zande
Adrianus (Janus) van der Zande, (Halsteren, 16 september 1924 – aldaar, 7 augustus 2016) was een Nederlandse atleet, die gespecialiseerd was in de lange afstand. Hij werd driemaal Nederlands kampioen marathon, vijfmaal kampioen op de 25 km en eenmaal op de 10.000 m.

## Biografie
Pas vanaf zijn 22e jaar begon Van der Zande met hardlopen. Voor die tijd voetbalde hij bij RKSV Halsteren.
Hij nam deel aan de Olympische spelen in 1952, waar hij vijftiende werd op de marathon. De winnaar werd de legendarische Tsjech Emil Zátopek.
Van der Zande was de eerste Nederlandse marathonloper van internationale betekenis. In 1954 werd hij zevende op de marathon tijdens de Europese kampioenschappen in Bern in een Nederlands record. Zijn recordtijd werd acht jaar later verbeterd.
Tijdens een keuring voor de Olympische Spelen in Melbourne (1956) bleek, dat de gezondheidstoestand van Janus van der Zande te wensen overliet. Hij werd daarvoor zelfs in een sanatorium opgenomen. Dit was het einde van zijn hardloopcarrière.
In 1954 werd Van der Zande door de atletiekunie uitgeroepen tot atleet van het jaar.
Hij trainde in Halsteren bij AC Olympia.
Van der Zande overleed op 91-jarige leeftijd.

## Nederlandse kampioenschappen
| Onderdeel | Jaar                         |
| --------- | ---------------------------- |
| 10.000 m  | 1953                         |
| 25 km     | 1950, 1951, 1952, 1953, 1955 |
| marathon  | 1952, 1953, 1954             |

## Persoonlijke records
| Onderdeel | Prestatie         | Datum             | Plaats              |
| --------- | ----------------- | ----------------- | ------------------- |
| 20 km     | 1:03.59,4 (ex-NR) | 14 mei 1953       | Alphen aan den Rijn |
| 25 km     | 1:21.59,6 (ex-NR) | 9 juli 1954       | Assen               |
| 30 km     | 1:35.15,4 (ex-NR) | 24 september 1952 | Brussel             |
| marathon  | 2:29.19,2 (ex-NR) | 25 augustus 1954  | Bern                |

## Palmares

### 10.000 m
- 1953:  NK - 33.09,0

### 25 km
- 1950:  NK - 1:27.29
- 1951:  NK - 1:28.08
- 1952:  NK - 1:24.42
- 1953:  NK - 1:32.38
- 1955:  NK - 1:18.07

### marathon
- 1951:  marathon van Wetzlar - 2:38.14
- 1952: 12e marathon van Chiswick - 2:37.35
- 1952: 15e OS - 2:33.50
- 1952:  NK - 2:39.37 (1e overall)
- 1953:  NK - 2:36.12 (NR) (4e overall)
- 1954:  NK - 2:32.45,8 (1e overall)
- 1954: 7e EK - 2:29.19,2
- 1955:  marathon van Rotterdam - 2:39.43,6

## Onderscheidingen
- KNAU-beker - 1954